# L'inferno di Yuma
L'inferno di Yuma (Devil's Canyon) è un film del 1953 diretto da Alfred L. Werker.
È un western statunitense ambientato nel Territorio della regione nel 1897 con Virginia Mayo, Dale Robertson e Stephen McNally.

## Produzione
Il film, diretto da Alfred L. Werker su una sceneggiatura di Frederick Hazlitt Brennan e Harry Essex e un soggetto di Bennett Cohen e Norton S. Parker, fu prodotto da Edmund Grainger per la RKO Radio Pictures e girato a Cortaro, in Arizona, nel Bronson Canyon e nell'RKO Encino Ranch a Encino, in California, dalla fine di marzo a metà maggio 1953. Il titolo di lavorazione fu  Arizona Outpost. Il film fu realizzato in 3-D con il sistema Natural Vision.

## Distribuzione
Il film fu distribuito negli Stati Uniti dal 13 agosto 1953 dalla RKO Radio Pictures.
Altre distribuzioni internazionali del film sono state:
- in Svezia il 22 febbraio 1954 (Fängelset i djävulsdalen)
- in Portogallo il 3 giugno 1954 (Terra Maldita)
- in Germania Ovest il 4 giugno 1954 (Hölle der Gefangenen)
- in Finlandia il 17 dicembre 1954
- in Austria nel gennaio del 1955 (Die Schreckensnacht von Yuma) (Hölle der Gefangenen)
- in Danimarca il 13 giugno 1955 (Fægslet i djævlekløften)
- in Brasile (Mais Forte Que a Lei)
- in Spagna (Nit salvatge)
- in Spagna (Noche salvaje)
- in Finlandia (Paholaisen laakso)
- in Francia (La nuit sauvage)
- in Italia (L'inferno di Yuma)

## Promozione
Le tagline del film erano:
- EVERY SAVAGE THRILL...EVERY SCORCHING SCENE...REAL AS FLESH! IN 3-D
- 500 desperate men caged-up with one woman!